# Montenegros Billie Jean King Cup-lag
Montenegros Billie Jean King Cup representerar Montenegro i tennisturneringen Billie Jean King Cup, och kontrolleras av Montenegros tennisförbund.

## Historik
Montenegro deltog första gången 2007, och slutade trea i sin grupp III-pool.